# Circus Fever
Circus Fever er en amerikansk stumfilm fra 1925 instrueret af Robert F. McGowan.

## Medvirkende
- Joe Cobb som Joe
- Jackie Condon som Jackie
- Mickey Daniels som Mickey
- Allen Hoskins som Farina
- Eugene Jackson som Pineapple
- Mary Kornman som Mary